# داوید آبرار
داوید آبرار (به فرانسوی: David Abrard) (زادهٔ ۲۷ نوامبر ۱۹۷۶) شناگر اهل فرانسه است.